# Pamela Seaborne
Pamela Seaborne   (West Ham, 16 d'agost de 1935 - 26 d'abril de 2021), de casada Elliott, és una atleta anglesa, ja retirada, especialista en curses de velocitat, que va competir durant les dècades de 1950 i 1960. Es casà amb el també atleta Geoff Elliott.
El 1952 va prendre part en els Jocs Olímpics d'Estiu de Hèlsinki, on quedà eliminada en sèries de la prova dels 80 metres tanques del programa d'atletisme.
En el seu palmarès destaca una medalla de bronze en la prova dels 80 metres tanques del Campionat d'Europa d'atletisme de 1954, rere Maria Golubnichaya i Anneliese Seonbuchner. Guanyà el campionat de l'AAA dels 80 iardes tanques de 1951 i el 1954 millorà el rècord nacional d'aquesta mateixa distància.

## Millors marques
- 80 metres tanques. 11.0" (1954)[1]